# John R. Brinkley
John Romulus Brinkley (posteriormente, John Richard Brinkley; 8 de julio de 1885-26 de mayo de 1942) fue un médico estadounidense controvertido que experimentó con xenotrasplantes de testículos de cabras en seres humanos como medio para curar la disfunción eréctil en clínicas a lo largo de varios estados. Asimismo, fue un pionero en la radiofonía y publicidad que dio inicio a la era de radios en la frontera mexicana. Si bien fue despojado de su licencia para ejercer en algunos estados, Brinkley, un personaje muy popular, se lanzó como candidato para gobernador de Kansas en dos oportunidades, una de las cuales casi tuvo éxito. El ascenso de Brinkley a la fama y fortuna fue tan precipitada como su caída; en el apogeo de su carrera, había amasado millones de dólares y lujosos automóviles; sin embargo, murió enfermo y casi sin un centavo, debido a la gran cantidad de demandas por negligencia, muerte y fraude en su contra.